# ニムチャ

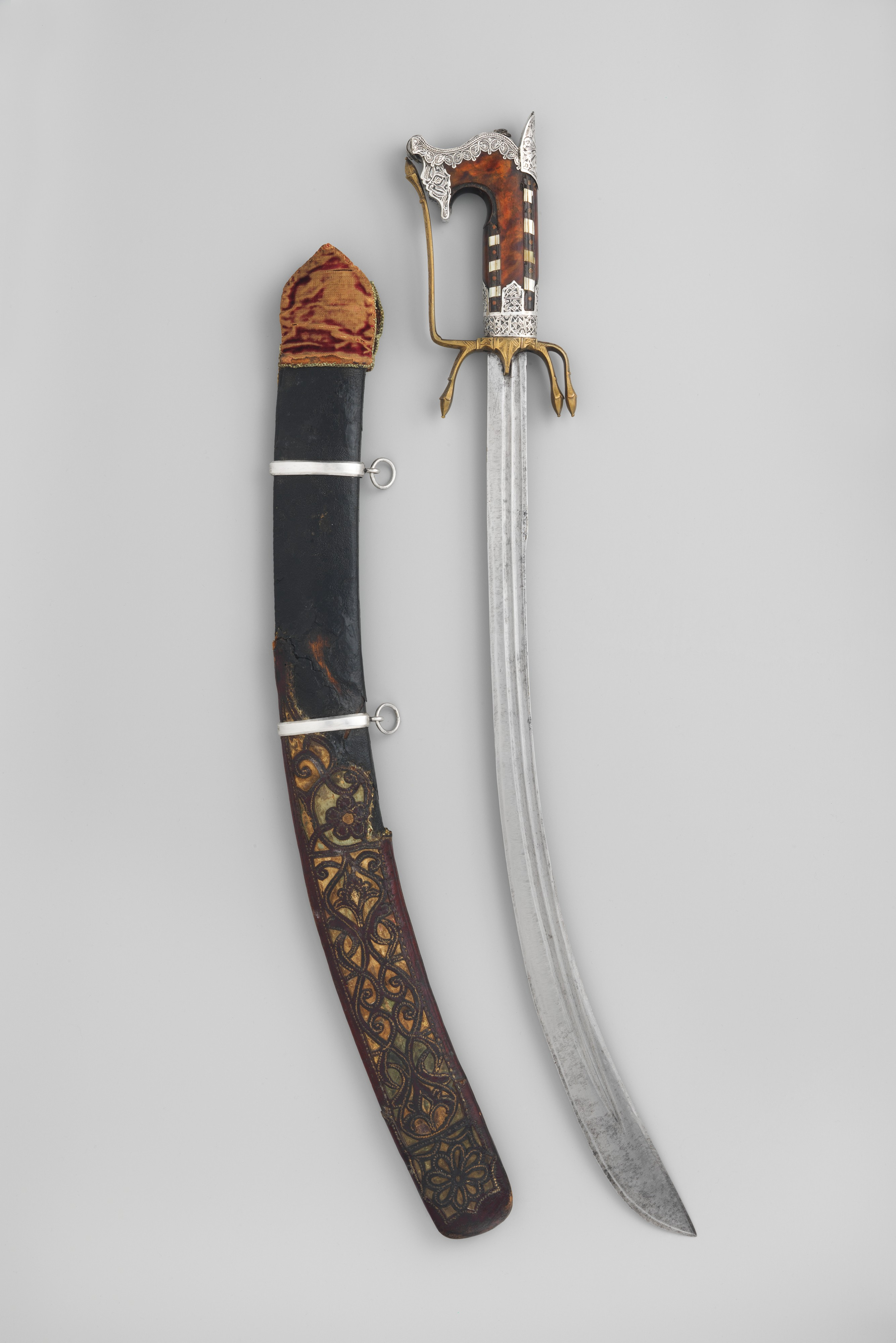
ニムチャ（メトロポリタン美術館所蔵）

ニムチャまたはニムシャ（英語・フランス語: Nimcha、アラビア語: نمشة）はモロッコ、アルジェリア、チュニジアなど北アフリカで用いられた刀剣で、中近東でよく見られる曲刀の一種である。16世紀ごろから北アフリカで流行したが、18世紀ごろになると貴族や裕福な商人など高い地位にいる者たちのステータスシンボルとなり、豪華な装飾が施されるようになった。

## 形状
ニムチャの全長は31-39インチ（0.8-1メートル）ほどで、うち刀身は24-34インチ（60-85センチメートル）ほどの湾曲した片刃である。刀身の中心には血溝と呼ばれる溝がある。これはペルシアのシャムシール、アラビアのサイフ、トルコのキリジといった中近東で用いられる刀剣に共通した特徴であり、一部はそれら中近東の刀剣が流用されている。ニムチャの中には、ヨーロッパから輸入されたカットラスや、東欧からもたらされた、より細い刀身のサーベルなどが用いられることもあった。
ニムチャを特徴づける拵えとして、内側に1本、外側に2本、剣先方向に椀状に伸びた花の蕾に似た形状の鍔がある。この鍔は装飾としての役割とともに、相手の剣を引っ掛ける防御的な役割もあった。
L字型の柄は最も装飾が施された箇所で、単純に木の皮が巻かれたものから、金属、鼈甲、象牙などを用い、複雑なトゥグラ模様を施したり、真珠などの宝石が埋め込まれたものまで存在した。柄から護拳が伸びているニムチャも多い。
ニムチャの一般的な重量は1.5-2.4ポンド（0.7-1.1キログラム） ほどである。

## 歴史

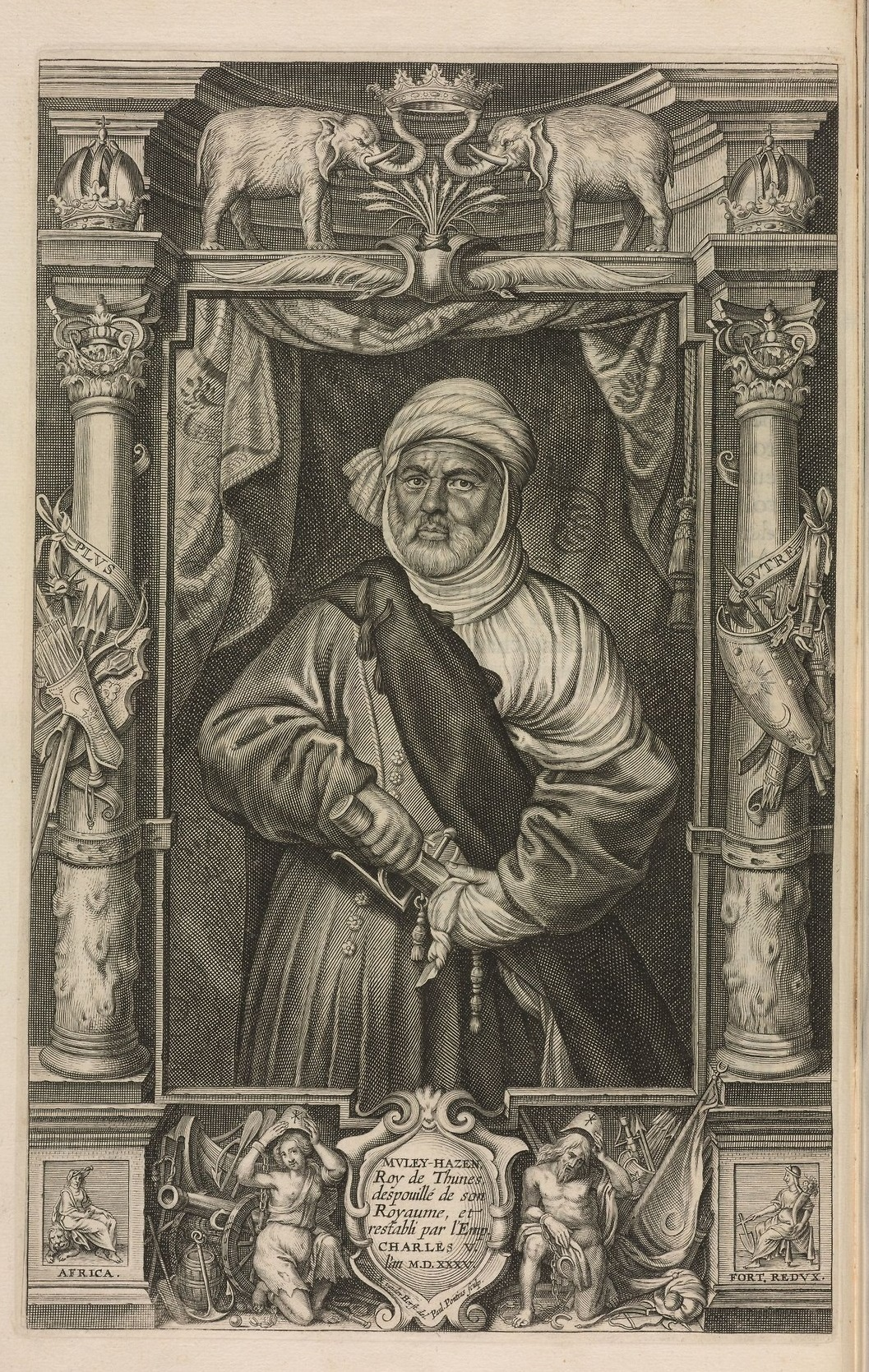
ニムチャを構えるハフス朝のスルタン

ニムチャが歴史に登場したのは戦闘で重装鎧や盾が姿を消すようになった16世紀ごろであり、同時期に発達したサイフなどの曲刀がアラビア半島南西部の沿岸地域から交易によってもたらされたと考えられる。わけてもバルバリア海賊が愛用した剣として知られており、北西アフリカ、アラビア、ザンジバル、イエメンの海賊、私掠船の船員たちによって北アフリカから紅海、東アフリカ沿岸地域にまで伝播した。ザンジバルでは柄頭や護拳に特徴的な意匠を凝らした「ザンジバル風」拵えのニムチャも登場した 。
17世紀後半から18世紀にかけて、それら海賊たちの物語が過去のものになると、ニムチャは実戦の武器から権威を象徴する装身具へと変わっていき、柄や鞘などは豪華で精巧な高級品に変えられていった。大使や商人は、高い地位を示すために頻繁に腰に付けていた。新たに戴冠したスルタンや征服者、外国貿易商、名高い戦士が腰にニムチャを付けているのが見られた。高価なニムチャは贈答品や結婚の引き出物としても用いられた。

## フィクションでのニムチャ

### ゲーム
『Hellish Quart』
17世紀頃のヨーロッパを舞台とした対戦型格闘ゲーム。オスマン帝国の戦士、Alexanderが使用する。剣術はアルジェリアの棒術、「マトラグ」が基になっている。